# Carex fussii
Carex fussii är en halvgräsart som beskrevs av Lajos von Simonkai. Carex fussii ingår i släktet starrar, och familjen halvgräs. Inga underarter finns listade i Catalogue of Life.